# In Hac Tanta
 In Hac Tanta  è un'enciclica di papa Benedetto XV, datata 14 maggio 1919, scritta all'Episcopato e ai fedeli tedeschi, in occasione del XII centenario dell'evangelizzazione della Germania. Ricordando la figura del grande missionario San Bonifacio, apostolo della Germania, il Pontefice rievoca la storia del Cristianesimo in quel Paese, e così coglie l'occasione per riallacciare i Rapporti tra la Santa Sede e i cattolici tedeschi, interrotti dalla guerra.